# Биржевой крах 1873 года

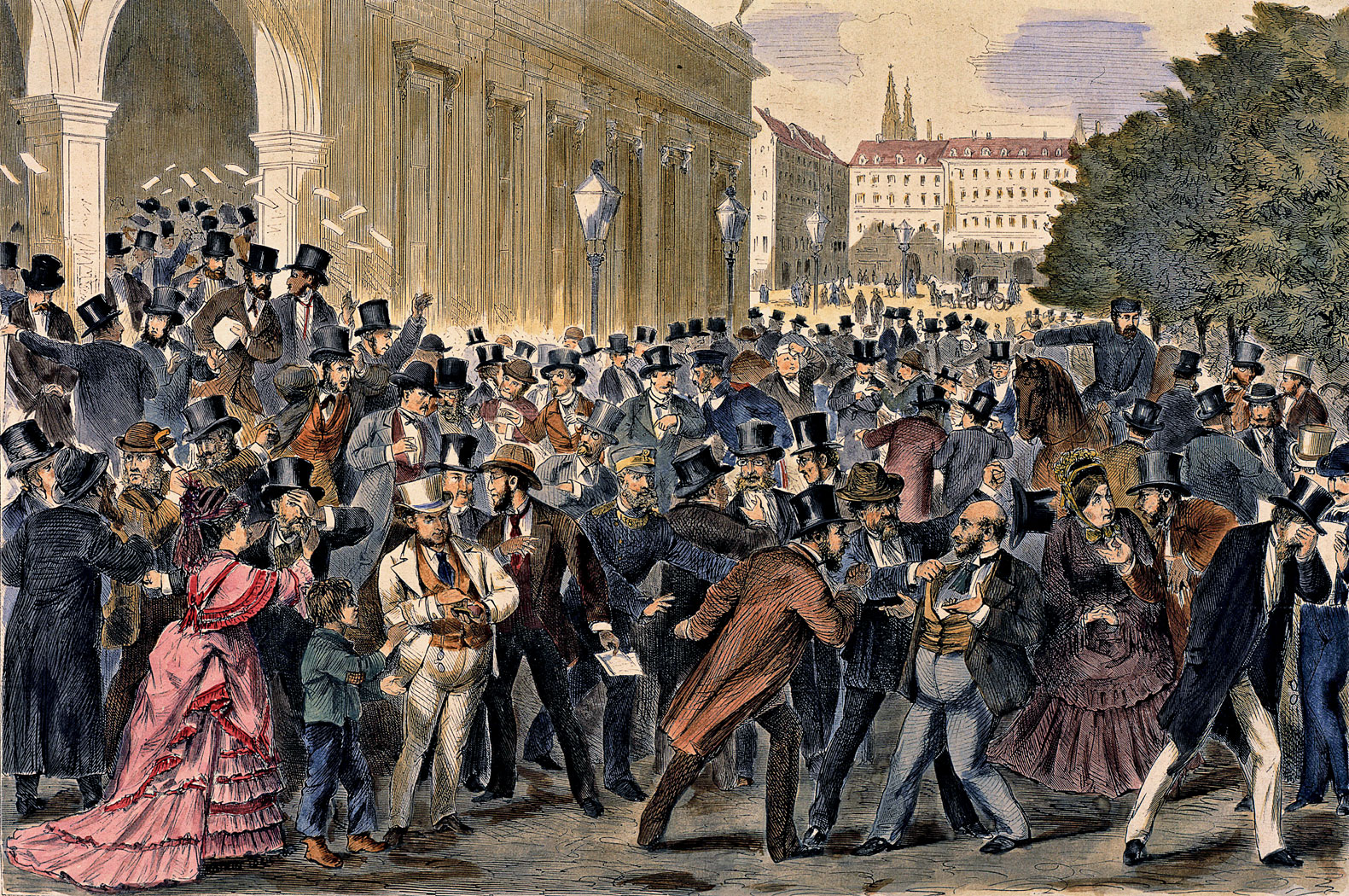
9 мая 1873 года на Венской фондовой бирже.

Паника 1873 года — обвальное падение цен на акции, вызванное паникой спекулянтов на фондовых биржах в Австрии, Германии и Соединённых Штатах Америки. Биржевые крахи стали причиной мирового экономического кризиса 1873—1896 годов в Европе и США, получившего название «Долгая депрессия».

## История
Окончание Франко-прусской войны вызвало общий подъём производства в Германской империи. Значительная часть пятимиллиардной контрибуции, полученной от Франции, была затрачена на уплату государственных долгов доимперских германских государств. На фондовый рынок Западной Европы внезапно были выброшены сотни миллионов свободного капитала, искавшего себе выгодного применения.
Главной ареной биржевого ажиотажа сделались Германия (в 1870—1873 годах здесь было основано 958 акционерных обществ с капиталом в 3,6 млрд марок), Австрия и Соединённые Штаты Америки. Постройка новых железных дорог, покупка свободных городских земель и застраивание их домами — таковы были излюбленные формы спекулятивных инвестиций. Большинство капиталов были вовлечены в проекты, не приносящие немедленной или ранней отдачи.
Особенно свирепствовали спекулятивные инвестиции (покупка свободных городских земель и застраивание их домами в расчете на последующий рост их цены) в Вене, а когда ожидаемого роста цен не произошло — в Вене же последовала неизбежная реакция. 8 мая 1873 года на Венской фондовой бирже началась паника, закончившаяся полным крушением биржевых спекулянтов. Несколько позже последовал биржевой крах и в Германии.
До осени 1873 года кризис не распространялся на промышленность. В сентябре в Соединенных Штатах несколько банкирских фирм, ссужавших своими деньгами железные дороги, обанкротились. Причиной их банкротства было неисправное выполнение обязательств железными дорогами, которых в Соединенных Штатах в период времени 1870—1873 годов было выстроено 237 тысяч миль. Затем начались банкротства промышленных фирм, особенно металлургических заводов, работавших для железных дорог. В конце 1873 года кризис распространился во всей Западной Европе. Менее всего пострадали от него Франция и Великобритания.